# Voleur et Voleuse
Pour plus de détails, voir Fiche technique et Distribution.
Voleur et Voleuse (Ladro lui, ladra lei) est un film italien réalisé par Luigi Zampa et sorti en 1958.

## Synopsis
À Rome, Cencio (Alberto Sordi) est un voleur qui fait des allers-retour incessants entre la prison et la liberté. Il fait la connaissance de Cesira (Sylva Koscina) qu'il entraîne dans la délinquance et qui devient la partenaire de ses méfaits. Ensemble ils projettent de dévaliser une bijouterie, mais la réussite n'est pas au rendez-vous.
Arrêtés, Cencio assume, disculpe Cesira, qui rencontre l'amour, et finit de nouveau en prison accueilli chaleureusement par les autres détenus.

## Fiche technique
- Titre français : Voleur et Voleuse[1]
- Titre original : Ladro lui, ladra lei
- Réalisation : Luigi Zampa
- Scénario : Pasquale Festa Campanile, Massimo Franciosa, Luigi Zampa, Alberto Sordi
- Photographie : Leonida Barboni
- Montage : Eraldo Da Roma
- Musique : Angelo Francesco Lavagnino
- Producteur : Mario Cecchi Gori
- Producteur exécutif : Maxima Film
- Pays de production :  Italie
- Langue originale : italien
- Données techniques : Noir et blanc
- Durée : 100 min
- Genre : comédie
- Date de sortie :
  - Italie : 14 mars 1958
  - Suisse : 26 juillet 1958 (Festival du film de Locarno)
  - France : 17 mars 1961[1]

## Distribution
- Alberto Sordi - Cencio
- Sylva Koscina - Cesira
- Alberto Bonucci - Dr. Valletti
- Mario Carotenuto - Commendator  Cestelli
- Mario Riva -  Commendator Maghetti
- Marisa Merlini -  Marialele
- Ettore Manni - Raimondi
- Anita Durante - mère de  Cencio
- Carlo Delle Piane - Gnaccheretta
- Nando Bruno - policier
- Mino Doro - joaillier
- Vinicio Sofia - brigadier
- Guglielmo Inglese -  Lauricella
- Ada Colangeli - épouse de  Cestelli